# الإعاقة في سريلانكا
يعاني الأفراد ذوو الإعاقة في سريلانكا من التمييز وبعض الصور النمطية داخل المجتمع السريلانكي. تتمثل أهم أسباب تعرض هؤلاء للإعاقة في أغلبها إلى نقص الرعاية الطبية، ومخلفات الحرب الأهلية السريلانكية التي استمرت ثلاثين عاما، وأيضا تبعات تسونامي 2004، بالإضافة إلى تزايد أعداد حوادث السير.
في سنة 2012، كان حوالي 1.6 مليون شخص في سريلانكا، أي ما يعادل 8% من السكان، يُعتبرون من ذوي الإعاقة. وقد وقعت سريلانكا على اتفاقية الأمم المتحدة لحقوق الأشخاص ذوي الاحتياجات الخاصة سنة 2007.
تُعرف الإعاقة في سريلانكا على النحو التالي: "أي شخص، نتيجة لأي قصور في قدراته الجسدية أو العقلية سواء كان خلقيا أم لا، غير قادر بمفرده على ضمان تلبية احتياجات الحياة كليا أو جزئيا".

## السكان
أنظر أيضا: سكان سريلانكا
في سريلانكا، يعاني حوالي 8.7% من إجمالي السكان الذين تزيد أعمارهم عن خمس سنوات من شكل من أشكال الإعاقة، ويُقدّر أن حوالي 300 ألف شخص ضمن الفئة العمرية ما بين 18 و60 سنة لديهم نوع من الإعاقة. حوالي 57% من ذوي الإعاقة هم من الذكور، و43% من الإناث، وذلك وفقا لإحصائيات 2012.

## السياسة

### التشريعات
ينص الفصل الثالث، المادة 12، الفقرة 4 من دستور سريلانكا على وجوب سن تشريعات وإجراءات تنفيذية تخلق امتيازات للأشخاص ذوي الإعاقة. ووفقا لمراقبين، فإن تشريعات وسياسات حركة حقوق المعاقين غالبا لا يتم تنفيذها على أرض الواقع.
صادقت سريلانكا على اتفاقية حقوق الأشخاص ذوي الإعاقة في 8 فبراير 2016.
فيما يلي بعض القوانين ذات الصلة بالإعاقة في سريلانكا:
1. قانون حماية حقوق الأشخاص ذوي الإعاقة لعام 1996
- تنفيذ القانون رقم 28 لتعزيز وتنمية وحماية حقوق الأشخاص ذوي الإعاقة.
- هذا القانون يعتبر من التشريعات الرئيسية المتعلقة بالإعاقة، ويوفر حماية قانونية ضد التمييز في مجالات التوظيف والتعليم والولوج إلى المرافق والخدمات. كما يضع إطارا قانونيا لأنشطة المجلس الوطني للأشخاص ذوي الإعاقة.

2. قانون رانافيرو سيفا
- صدر القانون عن برلمان سريلانكا، وبموجبه أُنشئت هيئة رانافيرو سيفا لتوفير الرعاية اللاحقة وإعادة التأهيل لأفراد القوات المسلحة والشرطة الذين تعرضوا لإعاقات وإصابات جسيمة.

3. قانون صندوق الثقة للمكفوفين
- يهتم هذا القانون بتوفير الفرص التعليمية والتدريب المهني، بالإضافة إلى تقديم المساعدة المالية والتوجيه لدعم العمل الذاتي للمكفوفين، وذلك بهدف الحد من الفقر والمشاكل الاقتصادية لدى هذه الفئة من المجتمع.

## الجمعيات والمنظمات
تنشط العديد من المنظمات والجمعيات في مجال مساعدة الأشخاص ذوي الإعاقة في سريلانكا، ومن بين هذه المنظمات نجد:
- مؤسسة حياة مشرقة (بالإنجليزية: Brighter Life Foundation)، وهي مجموعة سويسرية تأسست في 2004 بهدف دعم جمعيات الأشخاص ذوي الاحتياجات الخاصة في سريلانكا.[7]
- مجلس سريلانكا للصحة النفسية، وقد أنشئ هذا المجلس بغرض مساعدة الأشخاص ذوي الإعاقة الذهنية، ويشتغل كمركز تدريب على المهارات ومكان عمل لفائدة هذه الفئة.
- مؤسسة سريلانكا لإعادة تأهيل المعاقين، وهي عبارة عن ورشة عمل توفر وظائف للأشخاص ذوي الإعاقة لمساعدتهم على تأمين دخل قار خاص بهم.
- مؤسسة شيراني جوسيف دي سارام (بالإنجليزية: Shiranee Joseph de Saram) (معروفة سابقا باسم مركز إعادة التأهيل لضعاف التواصل)، وهي منظمة تعمل مع الأطفال والبالغين لتأهيلهم لولوج سوق العمل. أسست المنظمة شيراني جوزيف دي سارام، وهي أول أخصائية تخاطب ونطق في سريلانكا.[8]

## التشغيل
بشكل عام في سريلانكا، فإن معظم الأشخاص ذوي الإعاقة عاطلون عن العمل بسبب التمييز وصعوبة ولوجهم إلى بيئة عمل آمنة. في كولومبو، تدير مؤسسة شيراني جوسيف دي سارام ورشة عمل توظف داخلها الأشخاص ذوي الإعاقة الذهنية. ويقدم برنامج التوظيف المدعوم الخاص بهم التدريب والدعم للأشخاص ذوي الإعاقة الذهنية من أجل الحصول على وظائف تنافسية، ويقدم المشورة لشركات القطاع الخاص بشأن أفضل الممارسات للتوظيف الشامل.
يُعد العمل الحر الخيار الوحيد المتاح أمام الأشخاص ذوي الإعاقة بدلا من الاعتماد على بيئة عمل مفتوحة وآمنة.

## التعليم
في سريلانكا، حوالي 96% من إجمالي الأشخاص ذوي الإعاقة الذين لديهم صعوبات وظيفية لا يشاركون في الأنشطة التعليمية. ويبلغ عدد الطلاب ذوي الإعاقة الذين يرتادون المدارس حوالي 54,311 طالبا فقط.

## الرياضة

### الألعاب البارالمبية
شاركت سريلانكا لأول مرة في الألعاب البارالمبية الصيفية في دورة 1996 في أتلانتا. ومنذ ذلك الحين، شارك الفريق السريلانكي البارالمبي ‏ في كل دورة من دورات الألعاب البارالمبية. وحتى الآن، فازت سريلانكا بميداليتين فقط في الألعاب البارالمبية. براديب سانجايا ودينيش بريانثا هما الرياضيان الوحيدان من سريلانكا اللذان فازا بميداليات بارالمبية، وهما أيضا من أفراد الجيش.

### الكريكيت للصم والمكفوفين
شارك منتخب سريلانكا للكريكيت للمكفوفين في كل نسخة من كأس العالم للكريكيت للمكفوفين وكذلك بطولات كأس العالم للمكفوفين فئة تي 20. ويُعد سورانغا سامباث اللاعب الكفيف الوحيد الذي سجل خمس مئات في نسخة واحدة من كأس العالم تي 20 للمكفوفين سنة 2017.
صُنف منتخب سريلانكا للكريكيت للصم كثالث أفضل فريق في آسيا اعتبارًا من 2017. وفاز الفريق الوطني بكأس العالم للكريكيت للصم لفئة تي 20 سنة 2018، وكان ذلك أول تتويج لسريلانكا بهذا اللقب بعد الفوز على الهند بفارق 36 نقطة.